# Pholcipes bifurcochelis
Pholcipes bifurcochelis är en spindelart som beskrevs av Schmidt och Krause 1993. Pholcipes bifurcochelis ingår i släktet Pholcipes och familjen käkspindlar. Inga underarter finns listade i Catalogue of Life.